# Letronne (cratera)
Letronne a partir da Apollo 16. NASA foto.
Letronne é um remanescente inundado de lava de uma cratera lunar. A parte norte da borda não existe mais,e está aberta para o Oceanus Procellarum, formando uma baía ao longo de sua costa sudoeste. A formação localiza-se a noroeste da grande cratera Gassendi.Para oeste-sudoeste está a cratera Billy, e para norte-noroeste fica a menor, Flamsteed.
A borda ainda existente de Letronne é hoje nada mais que uma série de espinhaços semi-circulares. A borda quebrada e invadida de Winthrop se localiza na parede oeste. A borda é mais intacta no seu lado leste, formando um promontório montanhoso para o mare. Um pequeno grupo de pequenos crescimentos está na parte central da cratera. Um Dorsum atravessa o solo do norte para o sul, e contorna uma parte da borda que falta. O solo da cratera é praticamente macio e relativamente livre de crateletas, com exceção de Letronne B, próximo à borda sul.

## Crateras-Satélite
Por  convenção essas formações são identificadas em mapas lunares por posicionamento da letra no local do ponto médio da cratera que é mais próximo de  Letronne.
| Letronne | Latitude | Longitude | Diâmetro |
| -------- | -------- | --------- | -------- |
| A        | 12.1° S  | 39.1° W   | 7 km     |
| B        | 11.2° S  | 41.2° W   | 5 km     |
| C        | 10.7° S  | 38.5° W   | 4 km     |
| F        | 9.2° S   | 46.1° W   | 8 km     |
| G        | 12.7° S  | 46.5° W   | 10 km    |
| H        | 12.6° S  | 46.0° W   | 4 km     |
| K        | 14.5° S  | 43.6° W   | 5 km     |
| L        | 14.3° S  | 44.3° W   | 5 km     |
| M        | 12.0° S  | 44.1° W   | 3 km     |
| N        | 12.3° S  | 39.8° W   | 4 km     |
| T        | 12.5° S  | 42.6° W   | 3 km     |

As seguintes crateras foram renomeadas pela UAI.
- Letronne D — Ver Scheele.
- Letronne P — Ver Winthrop.

### Obras em língua portuguesa
- Freitas Mourão, Ronaldo Rogério de (2008). Dicionário Enciclopédico de Astronomia e Astronáutica. Lexicon. ISBN 9788586368356

### Obras em língua inglesa
- Andersson, L. E.; Whitaker, E. A., (1982). NASA Catalogue of Lunar Nomenclature. [S.l.]: NASA RP-1097
- Blue, Jennifer (25 de julho de 2007). «Gazetteer of Planetary Nomenclature». USGS. Consultado em 5 de agosto de 2007
- B. Bussey; P. Spudis (2004). The Clementine Atlas of the Moon. New York: Cambridge University Press. ISBN 0-521-81528-2
- Cocks, Elijah E.; Cocks, Josiah C. (1995). Who's Who on the Moon: A Biographical Dictionary of Lunar Nomenclature. [S.l.]: Tudor Publishers. ISBN 0-936389-27-3
- McDowell, Jonathan (15 de julho de 2007). Lunar Nomenclature (Relatório). Jonathan's Space Report. Consultado em 24 de outubro de 2007
- Menzel, D. H.; Minnaert, M.; Levin, B.; Dollfus, A.; Bell, B. (1971). «Report on Lunar Nomenclature by The Working Group of Commission 17 of the IAU». Space Science Reviews. 12. 136 páginas
- Moore, Patrick (2001). On the Moon. [S.l.]: Sterling Publishing Co. ISBN 0-304-35469-4
- Price, Fred W. (1988). The Moon Observer's Handbook. [S.l.]: Cambridge University Press. ISBN 0521335000
- Rükl, Antonín (1990). Atlas of the Moon. [S.l.]: Kalmbach Books. ISBN 0-913135-17-8
- Webb, Rev. T. W. (1962). Celestial Objects for Common Telescopes 6th revision ed. [S.l.]: Dover. ISBN 0-486-20917-2
- Whitaker, Ewen A. (1999). Mapping and Naming the Moon. [S.l.]: Cambridge University Press. ISBN 0-521-62248-4
- Wlasuk, Peter T. (2000). Observing the Moon. [S.l.]: Springer. ISBN 1852331933